# 成交量加權平均價格
成交量加權平均價格（英語：volume-weighted average price，首字母縮略字：VWAP）在金融业中是指特定时间范围内交易价值与交易总数量的比率。它是在交易期限内进行股票交易的平均价格的度量。VWAP经常被那些希望在执行过程中尽可能被动的投资者用作交易基准。许多养老基金和一些共同基金都属于此类。使用VWAP交易目标的目的是确保执行订单的交易者与市场交易量保持一致。